# Missionären (film)

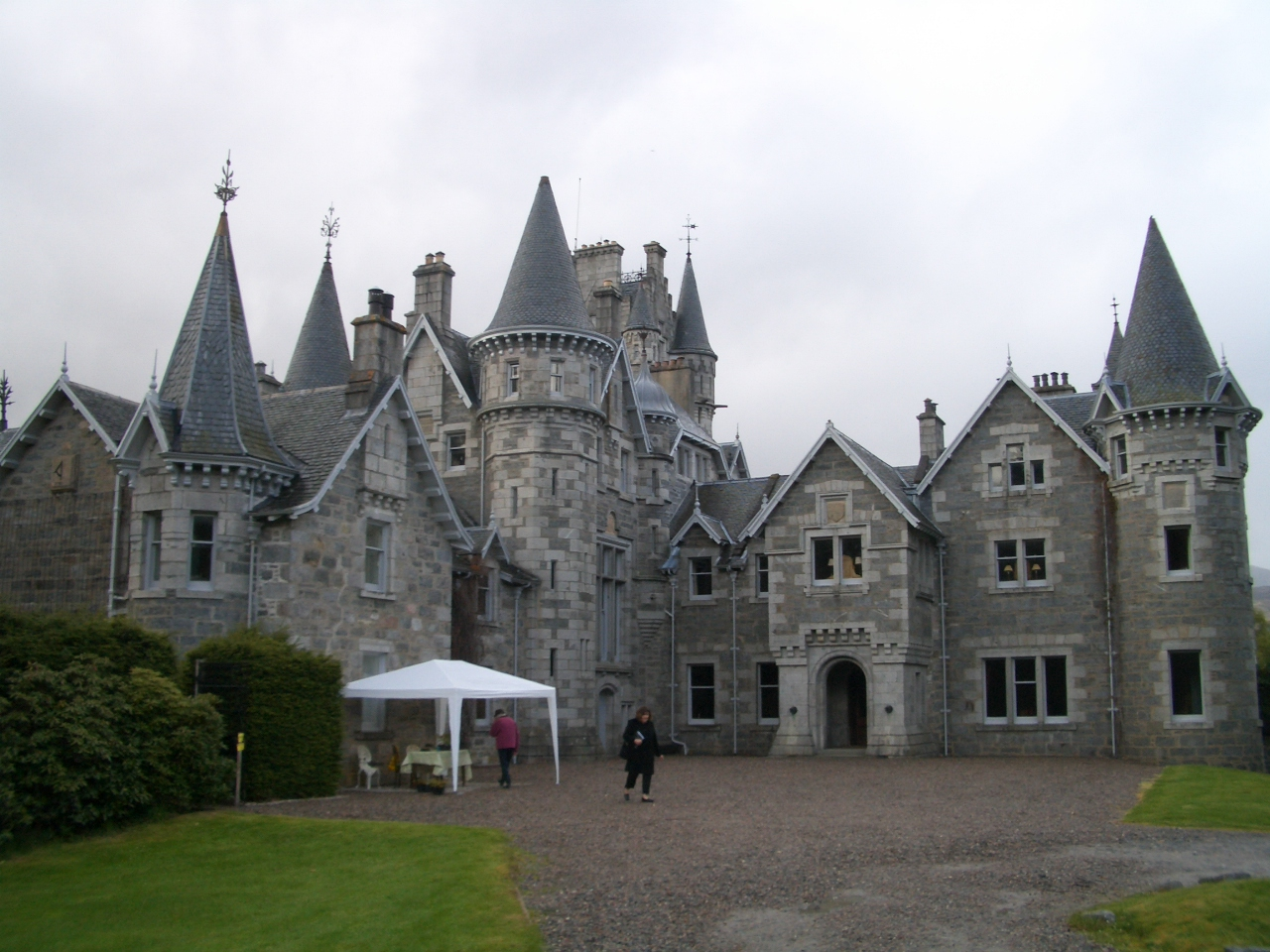
Ardverikie House (byggd 1870) i de skotska högländerna, en av inspelningsplatserna för Missionären.

Missionären (engelsk originaltitel: The Missionary), är en brittisk komedifilm från 1982. Den regisserades av Richard Loncraine och har Michael Palin i titelrollen som Rev. Charles Fortescue. I andra roller syns Maggie Smith, Trevor Howard och Michael Hordern. Handlingen kretsar kring en naiv missionär (Palin) och hans vedermödor i bekämpandet av prostitution i det sena 1800-talets London.

## Handling
Året är 1906, och Brittiska imperiet står på höjden av sin makt. Efter tio år i Afrika blir den brittiske missionären Rev. Charles Fortescue hemkallad till London. Han har under sin afrikanska missionärsvistelse genom ett flitigt, närmast dagligt brevskrivande upprätthållit kontakten med sin trolovade Deborah Fitzbanks. Hon har noggrant sorterat alla breven i skilda kategorier, inklusive alla där hennes älskling lovar att gifta sig med henne, så fort han har möjlighet att återvända hem till England igen. Hon har koll på läget – tror hon.
Charles Fortescues nästa uppdrag för kyrkan, när han väl får lov att återvända hem, blir dock att ägna sig åt den inre missionen – att sprida Guds budskap och kyrkans moral bland förtappade själar på Londons gator. Kort sagt, han blir satt att agera moralpredikant och socialarbetare bland gatflickorna, under devisen "Ta reda på vad de gör, varför de gör det och få dem att sluta med det!" Det är ett uppdrag Fortescue tar emot med viss förvåning, men ändock tror sig kunna klara av.
Fortescue, som så fort som möjligt (fast först när han etablerat sig på sitt nya arbete här i hemlandet) vill gifta sig med sin Fitzbanks (dessförinnan går det inte att ligga i samma säng, säger hon), får snart andra saker att tänka på. Bland annat måste han se till att skaffa sponsorer till sin missionsverksamhet. Sponsorletandet går sådär, ända tills den rika och paranta Lady Ames säger sig ställa upp. Dock under villkor att Fortescue ställer upp – på att dela hennes säng. Och inte blir det bättre när de förtappade gatflickorna alls inte visar sig vara så pigga på att ändra sitt leverne. 
Under tiden väntar den ståndaktiga men jungfruligt oskyldiga och om en gatflickas liv totalt okunniga fästmön på att hennes Charles får ordning på de där "kriminella flickorna" (vad de nu är de ägnar sig åt).

## Teman
Filmen är en något vågad komedi i viktoriansk miljö, som dock i princip behåller kläderna på hela filmen ut.
De eventuella lärdomarna från manuset är att om man ska försöka få folk att sluta med vad de gör (vad det nu är de gör), behövs ett tydligt alternativ som är praktiskt genomförbart. I filmen saknar Fortescue detta, eftersom han har stora problem med att få tag på de nödvändiga pengarna för att få flickorna bort från gatan, utan att själv behöva lägga sig i en gift kvinnas säng – samtidigt som hans fästmös säng för honom ännu är blott en dröm.

## Produktion
Filmen är omväxlande inspelad i Afrika, London och Skottland samt på diverse engelska herresäten. Förutom Michael Palin i titelrollen som missionären och Phoebe Nichols i rollen som dennes ståndaktiga fästmö, figurerar bland annat Denholm Elliott som biskopen av London (Fortescues chef), Michael Hordern som en mycket säregen butler, Maggie Smith som Isabel, Lady Ames, och Trevor Howard som Henry, Lord Ames (ytterligare en av filmens många godtrogna rollfigurer). Michael Palin stod också för filmens manus och agerade medproducent. Filmens huvudsakliga producent var George Harrisons Handmade Films, som tidigare arbetat med ett antal filmprojekt med anknytning till Monty Python.
Filmen frisläpptes i Storbritannien med 15-årsgräns på bio. Den R-märktes (den näst högsta åldersklassningen) inför USA-premiären, medan den svenska biolanseringen (11 november 1983) åtföljdes av en åldersgräns på "Från 7 år".

## Rollista
- Michael Palin – Reverend Charles Fortescue
- Maggie Smith – Lady Isabel Ames
- Trevor Howard – Lord Henry Ames
- Denholm Elliott – Biskopen
- Michael Hordern – Slatterthwaite / Berättaren
- Graham Crowden – The Reverend Fitzbanks
- David Suchet – Corbett
- Phoebe Nicholls – Deborah Fitzbanks
- Tricia George – Ada
- Valerie Whittington – Emmeline
- Roland Culver – Lord Fermleigh
- Rosamund Greenwood – Lady Fermleigh
- Timothy Spall – Parswell
- Neil Innes – Sångare på Gin Palace

## Bildgalleri

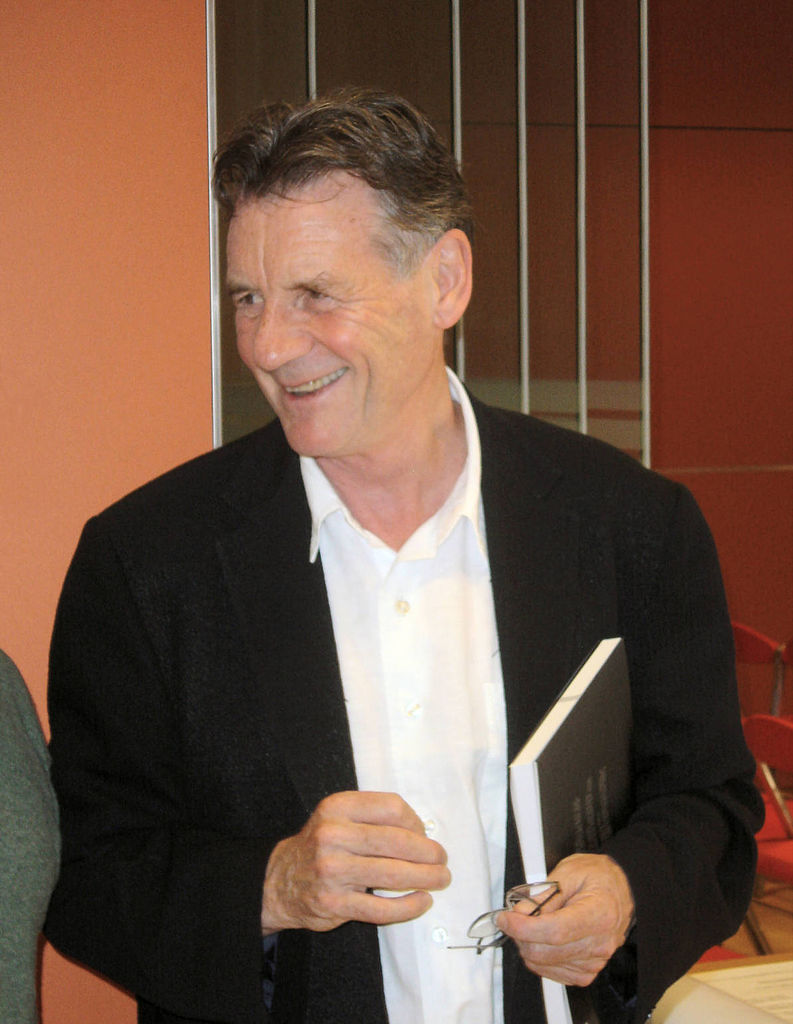
Michael Palin (foto: 2005), filmtitelns missionär.
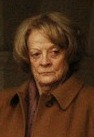
Maggie Smith (foto: 2006), sponsor med krav.
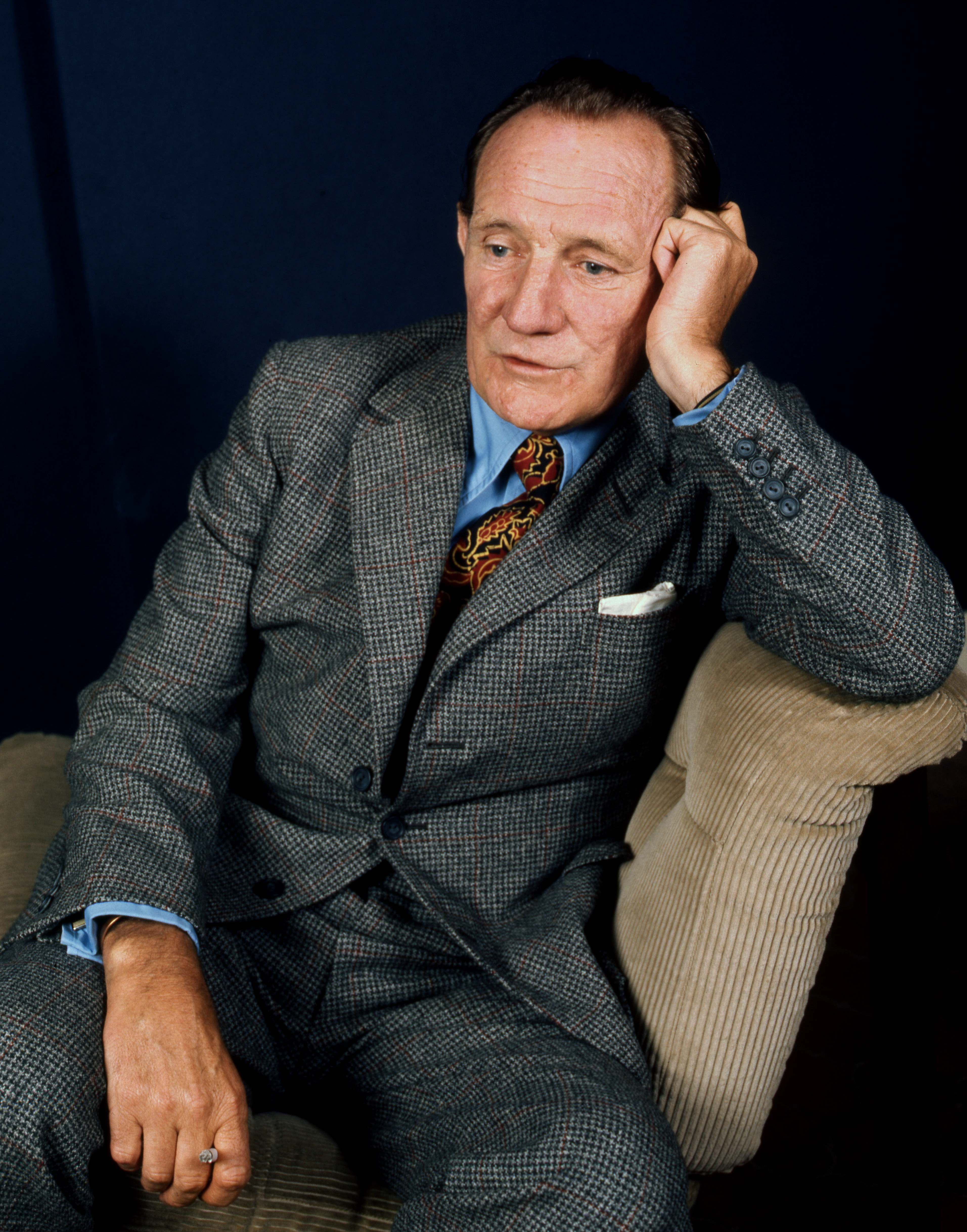
Trevor Howard (foto: 1973), naiv make till sponsorn in spe.
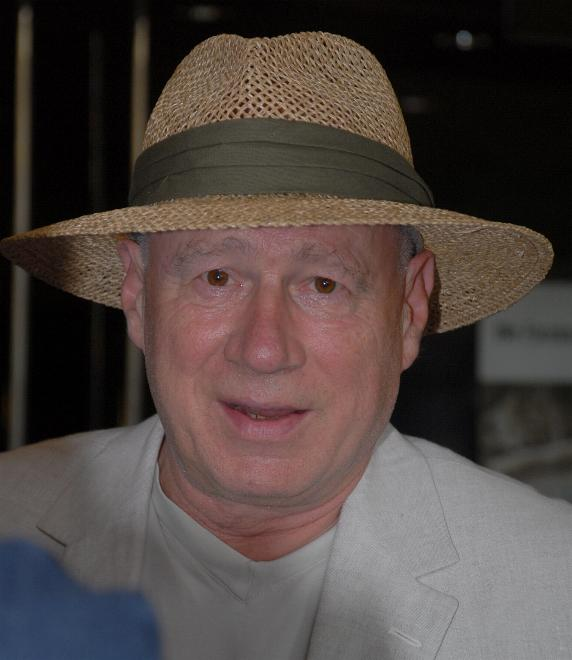
Neil Innes (foto: 2008) figurerar som sångare på krog.